# G3 1998
A G3 1998 egy koncertsorozat Joe Satriani szervezésében. A G3 turnék közül ez volt a harmadik. Ezúttal a gitárosok csak Európa koncerttermeiben léptek színpadra.

## A fellépők és háttérzenészeik
- Joe Satriani
  - Stu Hamm – basszusgitár
  - Jeff Campitelli – dobok
- Michael Schenker
  - Seth Bernstein – ritmusgitár és billentyűs hangszerek
  - Shane Gaalaas – dobok
  - Jeff Kollman – basszusgitár
  - David Van Landing – vokál
  - Gary Barden – vokál
- Uli Jon Roth (Uli Jon Roth a franciaországbeli fellépéseken Patrick Rondattal lett helyettesítve.) 
  - Liz Vandall – vokál
  - Clive Bunker – dobok
  - Don Airey – billentyűs hangszerek
  - Patrice Guers – basszusgitár

## Számlista
- Michael Schenker

1. In Search Of Peace Of Mind
2. Assault Attack
3. Into The Arena
4. Another Piece Of Meat
5. Let It Roll
6. Captain Nemo
7. Written In The Sand
8. Essence
9. Lost Horizons
10. Attack Of The Mad Axeman
11. Bijou Pleasurette
12. Positive Forward
13. Armed And Ready

- Uli Jon Roth

1. G3 Overture
2. The Four Seasons Part I
3. The Four Seasons Part II
4. Hiroshima
5. Polar Nights
6. Beethoven’s 5th

- Joe Satriani

1. Up in the Sky
2. House Full of Bullets
3. Crystal Planet
4. Time
5. Raspberry Jam Delta-V
6. Lights of Heaven
7. Ice 9
8. The Mystical Potato Head Groove Thing
9. Summer Song
10. Always With Me, Always With You
11. Big Bad Moon w bass solo
12. Satch Boogie
13. Slow Down Blues
14. Surfing with the Alien

- G3 Jam

1. Going Down
2. The Thrill Is Gone
3. Voodoo Chile (Slight Return)

## Külső hivatkozások
- Satriani.com – G3 1998